# Carlos Muñoz
Carlos Eduardo Muñoz Remolina (født 11. februar 1956 i San Luis Potosí, Mexico) er en tidligere mexicansk fodboldspiller (midtbane).
Muñoz repræsenterede på klubplan i hele 13 sæsoner hos Tigres UANL i den mexicanske liga. Han spillede desuden 56 kampe og scorede to mål for Mexicos landshold. Han var en del af det mexicanske hold der nåede kvartfinalerne ved VM i 1986 på hjemmebane, og spillede fire af holdets fem kampe i turneringen.